# سايمور ماين
سايمور ماين هو لغوي ومترجم وشاعر كندي، ولد في 18 مايو 1944 في مونتريال في كندا.